# Fast track

A Food and Drug Administration (FDA) possui cinco estratégias regulatórias para que novos medicamentos sejam aprovados rapidamente; o fast track é uma delas.

Fast track é uma designação destinada a facilitar o desenvolvimento, expedição e revisão de medicamentos que tratam condições graves e preencham uma necessidade de saúde ainda não atendida. O propósito desta designação é conseguir que novos medicamentos obtenham sua patente com mais rapidez. O fast track é utilizado, nos Estados Unidos da América, pela Food and Drug Administration (FDA) para um grande conjunto de condições sérias de saúde.